# Королівський угорський орден Святого Стефана
Королівський угорський орден Святого Стефана (угор. Magyar Királyi Szent István-rend) — національний орден Угорського королівства у складі Австро-Угорської імперії.

## Історія
Заснований 5 травня 1764 року австрійською імператрицею і королевою Угорщини Марією Терезією як національний орден Угорського королівства для відзначення угорської знаті — князів, державних діячів, цивільних і духовних осіб — за їх суспільні заслуги. Число членів ордена всіх ступенів було обмежене до 100 осіб.
Заснований орден був присвячений пам'яті першого угорського короля Стефана І Святого — зачинателя династії Арпадів.
18 березня 1918 року Карл IV Габсбург, останній габсбурзький великий магістр ордена і його суверен, припинив надання ордена.
20 серпня 1938 року орден був відновлений регентом Угорського королівства адміралом Міклошем Горті (Угорщина була тоді єдиною легальною спадкоємицю монархії Габсбургів після приєднання Австрії до III Рейху). До 1945 року наданий тільки трьом угорцям: міністрові Палу Телекі (1940), Іштвану Ураї (1943) і кардиналові Дьордю Юстиніану Шереді (1944), а також трьом іноземцям: Герману Герінгу, Йоахіму фон Ріббентропу і Галеаццо Чано.
Після Другої світової війни орден знову перестав існувати, але після смерті Отто фон Габсбурга, глави дому Габсбургів, у 2011 році, його наслідники погодились передати керівництво орденом у руки Угорщини і таким чином він був відновлений як найвища нагорода Угорщини під назвою Угорський орден Святого Стефана (угор. Magyar Szent István-rend).

## Ступені
- Кавалер Великого хреста
- Командор
- Лицар

|         |          |                         |
| Ступені |          |                         |
| Лицар   | Командор | Кавалер Великого хреста |